# Famille d'Everlange
La famille d'Everlange est une famille de la noblesse d'extraction sur preuves de 1545. Elle est originaire du Luxembourg. Elle s'est ensuite établie en Lorraine, où elle est devenue française.

## Histoire

### Branche aînée
La filiation de cette famille est suivie depuis le XVIe siècle avec Nicolas d'Everlange qui épouse Marie-Thirionette de Vance, dont est issu Bernard d'Everlange.
Bernard d'Everlange est échevin d’Arlon en 1545, sous-prévôt du marquisat d’Arlon en 1561 et seigneur d’Arloncourt et du Châtelet. En 1564, il fonde les forges du Châtelet-Bas et du Pont d'Oye, à Habay-la-Neuve. Il meurt en décembre 1595 et est inhumé dans le chœur de l’église des Carmes, à Arlon.
Son dernier fils, Nicolas d'Everlange, membre du siège des nobles du duché de Luxembourg et du comté de Chiny dès 1605, épouse Marie de Lamborel en 1583, et acquiert en 1597 la seigneurie de Witry, dans la province belge de Luxembourg. Il rebâtit le château de Witry en le fortifiant de quatre tours et de fossés. La seigneurie de Witry reste la propriété de la famille jusqu’en 1783 (pierres tombales subsistantes dans l’église de Witry, commune de Léglise, Belgique). À cette époque, elle est vendue au duc de Looz, seigneur de Sainte-Marie
La branche ainée de Witry s’est éteinte en 1815, à la mort à Odessa de Robert Joseph d'Everlange de Witry.

### Branche cadette
La branche cadette de Bellevue descend de Salomon d'Everlange, fils cadet de Nicolas, né le 15 octobre 1574 et mort en 1642, il était seigneur de Pallen.
Son fils, Georges Frédéric d'Everlange, issu de son mariage avec Marie Salomé de Roben, devient, par son mariage avec Claude Marguerite de Gourcy, célébré en 1673 au château de Falkenstein (comté de Vianden), seigneur de Gorcy, à Longuyon, et s’installe en Lorraine. En 1693, Georges Frédéric rend foi et hommages à Louis XIV, roi de France, puis en 1699, la Lorraine et le Barrois ayant été rendus à leur souverain légitime, Georges Frédéric rend foi et hommages à Léopold Ier de Lorraine, duc de Lorraine et de Bar.
Son fils Jean Nicolas d'Everlange, né en 1679, épouse le 1er mars 1703 à Saint-Mard (Gaume) (Belgique), Marguerite de Laittres, fille de Philippe Edmond de Laittres, seigneur de Saint-Mard, gouverneur et prévôt de Virton et de Marie Élisabeth de Nassau-Detzem, dame de Belven. Par son mariage, Jean Nicolas devient seigneur de Belven. C’est par une francisation du nom de cette seigneurie que le nom de cette branche devient d’Everlange de Bellevue. Jean Nicolas meurt le 8 août 1757 à Longuyon.
Son fils, Albert Hyacinthe d'Everlange, est seigneur de Pallen, Belven, Longuyon et Saint-Mard. Il épouse Marie-Antoinette de Rolly en 1725 et fait carrière en tant qu’officier au service impérial.
Le dernier fils d’Albert Hyacinthe, Léopold Dieudonné, né le 24 septembre 1736 et mort le 5 avril 1808, seigneur de Belven, suit une carrière militaire et laisse une postérité.
Son fils, Jean Léopold Dieudonné d'Everlange, né le 19 juin 1787, est écuyer et seigneur de Belven. Il s’engage dans la Garde impériale en 1807. Décoré de l'ordre national de la Légion d'honneur en 1809 des mains de l’Empereur Napoléon Ier sur le champ de la Bataille d'Essling, il est également fait chevalier de l’ordre royal et militaire de Saint-Louis le 12 juin 1823 durant l'expédition d'Espagne. Jean Léopold Dieudonné épouse le 14 août 1818 Jeanne Boissier, fille d’Henry Boissier, notaire royal à Vauvert dans le Gard, et s’installe à Nîmes.
La famille d'Everlange de Bellevue a été admise à l'Association d'entraide de la noblesse française en 1981.
Arnaud Clement remonte la filiation de cette famille à l'année 1498. 

## Filiation

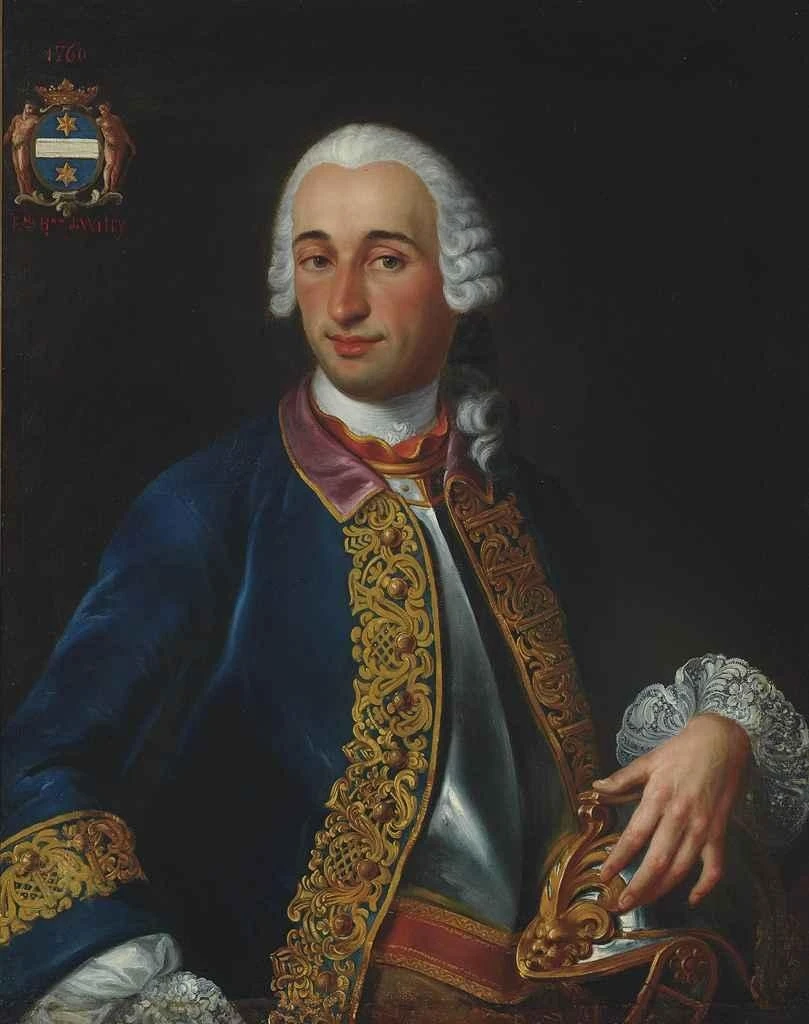
Ernest-Guillaume, baron d'Everlange-Witry

- Théodore-Ignace d'Everlange-Witry, fils de Robert d'Everlange et de Marguerite-Charlotte de Warnant[7]. Major au régiment de Puebla au service de l'impératrice Marie-Thérèse[7]. Il participe à la Guerre de Sept Ans et s'est surtout distingué à la bataille de Kolin en 1757[4],[8]. En 1751, il épouse Marie-Anne de Stensch, fille du général russe George von Stensch[8].
- Ernest-Guillaume d'Everlange de Witry (né en 1713), baron d'Everlange-Witry[9], comte du Chesnes, seigneur de Bodange, de Cobréville, d'Assenois et de Wisambach, membre du conseil des nobles du duché de Luxembourg et comté de Chiny[9], épouse en 1742 Marie-Anne-Aldegonde de Hamal de Brialmont [9].

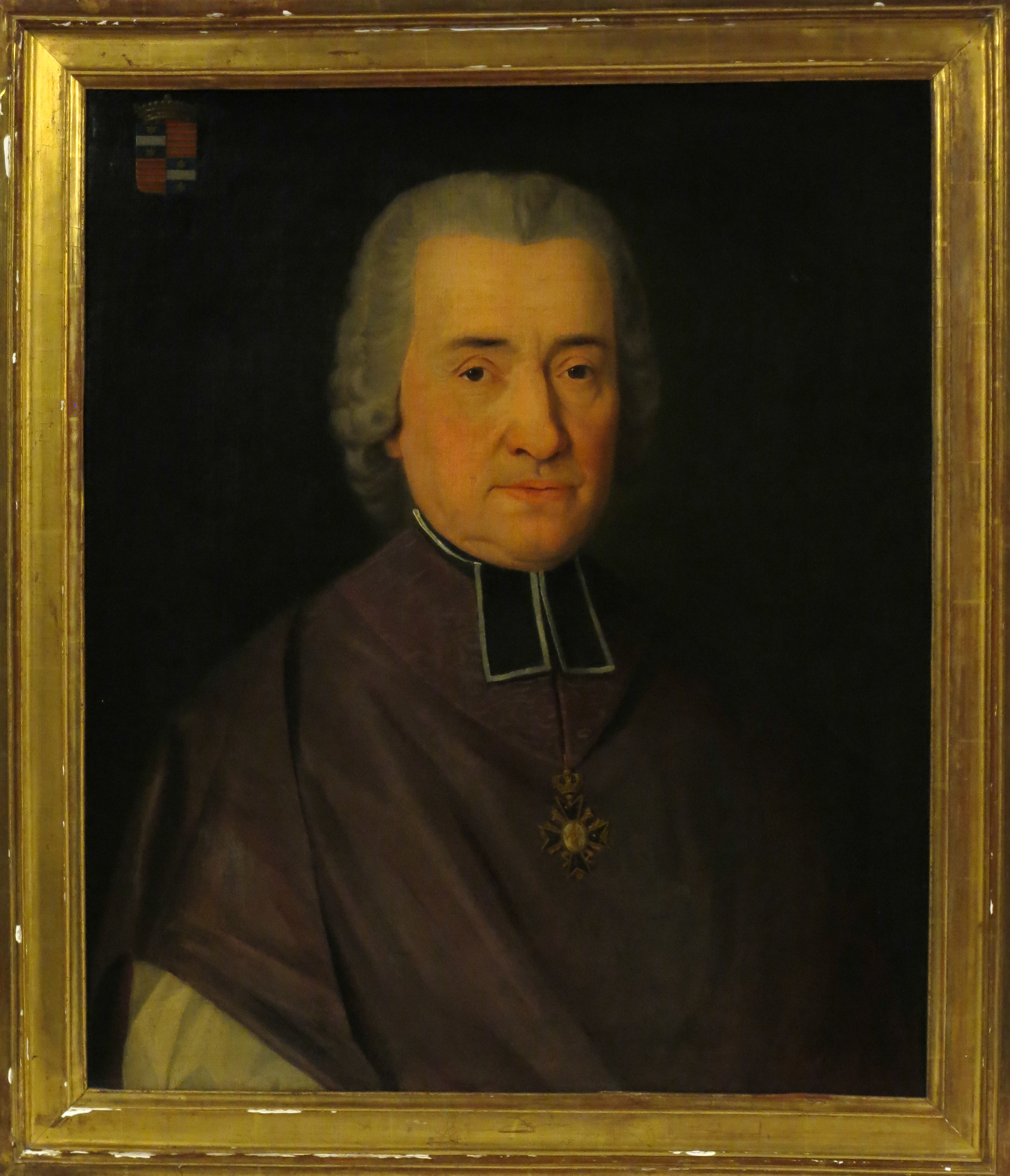
Louis-Hyacinthe d'Everlange de Witry

- Louis-Hyacinthe d'Everlange de Witry (1719-1799), né au château de Witry[10]. Chanoine noble de la métropole de Tournai[11], aumônier d’honneur de S.A.R. le prince Charles Alexandre de Lorraine[9] en 1749, sur-intendant de ses cabinets de raretés à la Cour de Bruxelles et membre de l’académie impériale et royale des sciences et belles lettres de Bruxelles en 1773[10],[9]. Il est l'auteur de plusieurs mémoires scientifiques, ainsi que de plusieurs autres essais dont : Extrait d’un éloge de Marie-Thérèse d’Autriche, Mélanges sérieux et comiques, Réflexions sur la politesse ou la civilité moderne, Suppléments aux germanismes, Courtes réflexions critiques faites par un belge sur les germanismes.
- Jean-Bernard-Auguste d'Everlange de Witry (1749-1813), né au château de Witry, baron d'Everlange-Witry[10], colonel au service de l’Électeur Palatin, chambellan de S.M. Maximilien Ier, roi de Bavière[10],[12]. Il a racheté la terre de Chesnes-à-Han et y décède le 7 février 1813 sans avoir été marié[12].
- Robert-Joseph d'Everlange de Witry (1754-1815), dit le Chevalier de Witry, page de S.A.R. le prince Charles Alexandre de Lorraine, officier au régiment Royal-Suédois[10], entre chez les Jésuites dans l'empire russe (à Dunebourg) en 1804 où il est connu sous le nom de Père Everlingen[4], directeur de l’instruction publique et des collèges d’Odessa[4].
- Pierre-Émile d'Everlange de Bellevue (1820-1899), curé-doyen de Saint-Gilles, dans le Gard, en 1873, chanoine honoraire de Nîmes, Digne et Montpellier, missionnaire apostolique, directeur de l’œuvre des Domestiques, auteur de plusieurs ouvrages dont Histoire de Saint Gilles : Sa vie, son abbaye, sa basilique, son tombeau, Saint Gilles et son Pèlerinage : Manuel du Touriste et du Pèlerin, Vies des Saintes Servantes, Devoirs des servantes en exemple et Jérusalem et les lieux saints : impressions et souvenirs d’un pèlerin, il est inhumé en gisant dans la crypte de l’abbatiale de Saint-Gilles.

## Armes et devise
- Armes : D'azur à la fasce d'argent, accompagnée de deux étoiles d'or, l'une en chef, l'autre en pointe[13]
- Devise : Stella duce (Conduit par l'étoile)

## Odonymie
- rue d'Everlange, Useldange, Luxembourg
- rue Bernard d'Everlange, 6720 Habay, Belgique
- rue d'Everlange, 6860 Witry, Léglise, Belgique
- impasse d'Everlange, 30000 Nîmes, France

## Pour approfondir